# Puelchesia gracilis
Puelchesia gracilis är en skalbaggsart som beskrevs av Federico Ocampo och Smith 2006. Puelchesia gracilis ingår i släktet Puelchesia och familjen Melolonthidae. Inga underarter finns listade i Catalogue of Life.